# Mayodan
Mayodan es un pueblo ubicado en el condado de Rockingham en el estado estadounidense de Carolina del Norte. La localidad en el año 2000, tenía una población de 2417 habitantes en una superficie de 3.9 km², con una densidad poblacional de 621.2 personas por km².
Es centro de producción para las compañías Bridgestone Aircraft Tire y General Tobacco.

## Geografía
Mayodan se encuentra ubicado en las coordenadas 36°24′51″N 79°58′15″O / 36.41417, -79.97083 (36.414089, -79.970849), lo cual lo sitúa en la confluencia de los ríos Mayo y Dan. Según la Oficina del Censo, la localidad tiene un área total de 3,9 km² (1,5 mi²), de la cual 3,9 km² (1,5 mi²) es tierra y 0 km² (0 mi²) (0.0%) es agua.

### Localidades adyacentes
El siguiente diagrama muestra a las localidades en un radio de 24 kilómetros (14,9 mi) de Mayodan.

## Demografía
En 2000 la población total era de 2417 habitantes distribuidos en 1173 hogares y con un total de 651 familias. 
Con ello la densidad de población era de 622,1/km².
Racialmente el 85,85 % eran definidos como Blancos, 10,38 % Afroamericanos, 0,17 % Nativos Americanos, 0,21 % Asiaticoamericanos, 2,57 % como otras razas, y el 0,83 % como multiraciales. Los Hispanos o Latinos de cualquier raza representan el 4,01 % de los habitantes.
De los 1173 hogares el 21,4 % albergaban hijos menores de 18 años; el 38,6 % eran parejas casadas; el 13,3 % correspondía a mujeres sin marido; el 44,5 % correspondía a unidades no familiares. El 41,4 % eran hogares de un solo individuo y el 21,2 % correspondía a personas solas mayores de 65 años. El número medio de personas por hogar era de 2,06; mientras que la familia media era de 2,78 personas.
La distribución por edades de la población es la siguiente: 19,3 % son menores de 18, 7,4 % de 18 a 24, 27,5 % de 25 a 44, 23,4 % de 45 a 64, y 2.4 % mayores de 65. La media de edad es de 43 años. Por cada 100 mujeres hay 82,3 hombres, mientras que por cada 100 mujeres mayores de 18 hay 79,7 hombres.
Los ingresos medios por hogar son de $25 980, mientras que por familia es de $36 328. Los hombres disponen de unos ingresos medios de $25 878 mientras que el de las mujeres es de $21 250. La renta per cápita del pueblo era de $15 607. El 16,0 % de la población y el 11,3 % de las familias estaban por debajo del límite de la pobreza. Siendo el 20,5 % de ellos menores de 18 y 17,9 % mayores de 65.